# هنري وليامز (سياسي أسترالي)
هنري وليامز (بالإنجليزية: Henry Williams)‏ هو سياسي أسترالي، ولد في 1832. انتخب عضو المجلس التشريعي ولاية كوينزلاند عن دائرة Electoral district of Ipswich ‏ (26 سبتمبر 1868 – 12 أغسطس 1870).